# XXx: Return of Xander Cage
xXx: Return of Xander Cage (i vissa länder skriven som xXx: Reactivated) är en amerikansk actionthrillerfilm från 2017 i regi av D.J. Caruso, med manus av F. Scott Frazier. Detta är den tredje filmen i filmserien xXx, efter xXx (2002) och xXx 2 – The Next Level (2005). Huvudrollen som Xander Cage spelas för andra gången av Vin Diesel, som spelade denna roll i den första filmen. Medverkar gör även bland andra Donnie Yen, Deepika Padukone, Kris Wu, Ruby Rose, Tony Jaa, Nina Dobrev, Toni Collette, Ariadna Gutiérrez, Hermione Corfield och Samuel L. Jackson.
Filmen hade biopremiär i USA, av Paramount Pictures, den 20 januari 2017. Den hade biopremiär i Sverige, av United International Pictures (UIP), den 27 januari 2017.

## Handling
Filmens handling kretsar kring den tillbakadragne agenten Xander Cage, som efter den påstådda bortgången av NSA-agenten Augustus Gibbons, lockas tillbaka för att möta hotet från xXx-agenten Xiang som har brutit sig in i CIA:s högkvarter och stulit den så kallade Pandoras box. Cage och hans team inser snart att det rör sig om en stor konspiration, som tycks sträcka sig ända upp till högsta regeringsnivå.

## Rollista (i urval)
| Vin Diesel        | – Xander Cage                     |
| Donnie Yen        | – Xiang                           |
| Deepika Padukone  | – Serena Unger                    |
| Kris Wu           | – Nicky "Nicks" Zhou / "The Hood" |
| Ruby Rose         | – Adele Wolff                     |
| Tony Jaa          | – Talon                           |
| Nina Dobrev       | – Becky Clearidge                 |
| Toni Collette     | – Jane Marke                      |
| Samuel L. Jackson | – Augustus Gibbons                |
| Rory McCann       | – Tennyson Torch                  |
| Hermione Corfield | – Ainsley                         |
| Tony Gonzalez     | – Paul Donovan                    |
| Michael Bisping   | – Hawk                            |
| Ice Cube          | – Darius Stone                    |
| Neymar            | – Sig själv                       |
| Al Sapienza       | – Anderson                        |
| Nicky Jam         | – Lazarus                         |
| Ariadna Gutiérrez | – Lola                            |
| Shawn Roberts     | – Jonas                           |

## Produktion

### Utveckling
Efter premiären av filmen xXx år 2002 meddelade regissören Rob Cohen att han hade planer på att göra en franchise av filmen, som skulle vara åt det "anarkistiska" hållet, med helt olika omgivningar för varje film, där Vin Diesel och hans karaktär Xander Cage skulle vara den enda återvändande personen från originalet. Cohen arbetade då på en uppföljare, samt planerade en tredje och fjärde film, med två olika manus. Det ena manuset utspelade sig i Sydostasien och involverade pirater från Malackasundet, medan det andra utspelade sig i USA:s huvudstad Washington, D.C., och involverade United States Secret Service (USSS). Vin Diesel sa att det ena manuset skrevs av den första filmens författare Rich Wilkes, medan det andra hade skrivits av en okänd författare. Det var Wilkes manus som fick honom att gå igång mest. Diesel ville dock inte vara delaktig i den andra xXx-filmen, med titeln The Next Level (State of the Union i USA), då han inte tyckte om manuset, och att det "inte kändes tillräckligt xXx" för honom. Trots att karaktären Xander Cage sades ha blivit dödad i den andra filmen meddelade Vin Diesel år 2006 att han skulle återvända till den rollen i den tredje filmen xXx: The Return of Xander Cage, med en retconnad anpassning kring karaktärens död.
Inledningsvis sades även originalregissören Rob Cohen återvända till den tredje filmen, och att stilen och musiken skulle vara densamma som i originalfilmen. Cohen sade att han varit i kontakt med företaget Sony, och sa något i stil med: "Nu skriver vi ett manus tillsammans med killarna som skrev Terminator 3 och Terminator Salvation. Så vi kommer att göra ytterligare en Xander Cage xXx. Vi kommer att få fart på det lite och ta tillbaka extremsportkillen, som är för utarbetad för att agera som spion." Den 10 juni drog sig Cohen ur produktionsarbetet för filmen, för att istället fokusera på regin av actionfilmen Medieval. Den 26 augusti 2009 meddelade SlashFilm att Ericson Core skulle regissera filmen, och att produktionen skulle sätta igång i början av 2010.
I april 2010 meddelades att Paramount Pictures hade ersatt Sony med finansieringen av filmen, och att den skulle spelas in i 3D. Det meddelades även att Rob Cohen skulle vara regissör. Vin Diesel blev en av huvudproducenterna av filmen, medan Gloria S. Borders, Scott Hemming, Ric Kidney och Vince Totino skulle vara filmens exekutiva producenter.

### Rollsättning
I januari 2014 bekräftade Vin Diesel den preliminära titeln xXx: The Return of Xander Cage. Den 23 augusti 2015 meddelade han på Instagram: "While I was filming xXx, guys on set called me Air Diesel... The time to return has come. Filming starts December in the Philippines. #ILiveForThisShit...". Den 10 oktober 2015 stod det klart, att D.J. Caruso skulle bli regissör. Diesel meddelade också att UFC-fightern Conor McGregor hade fått en roll samt att Samuel L. Jackson återigen skulle ta rollen som Augustus Gibbons. I april 2016 meddelades dock att McGregor hade blivit ersatt av Michael Bisping. Den 1 januari 2016 rapporterade den kanadensiska filmnyhetssidan Twitch Film att Tony Jaa, Jet Li och Deepika Padukone hade blivit rollsatta. Veckan efter blev det även känt att Nina Dobrev och Ruby Rose hade blivit rollsatta.
Det spekulerades även att Ice Cube, som spelade rollen som Darius Stone i den andra xXx-filmen, återigen skulle ta denna roll, vilket blev bekräftat i januari 2017. I februari 2016 meddelade regissören D.J. Caruso via sitt Twitterkonto att Kris Wu hade fått en roll. Den 12 februari 2016 rapporterades att Jet Li hade hoppat av och blivit ersatt av Donnie Yen i rollen som huvudskurken Xiang. I juni 2016 stod det även klart att den brasilianske fotbollsspelaren Neymar skulle medverka.

### Inspelning
Fotograferingen för filmen påbörjades i Toronto i Ontario den 2 februari 2016. Inspelningarna ägde även rum i Hamilton i Ontario, på Pinewood Indomina Studios i Dominikanska republiken och i Filippinerna.
Inspelningarna pågick till den 20 maj 2016, 

## Musik
Musiken komponerades av Brian Tyler tillsammans med Robert Lydecker. Filmens soundtrack innehåller låtar och remixer av flera olika artister, däribland Kris Wu, Nicky Jam och Ice Cube, som även medverkar som skådespelare i filmen.

### Musik gjord av Tyler och Lydecker
| Nummer | Titel                                     | Längd |
| ------ | ----------------------------------------- | ----- |
| 1.     | "XXX: The Return of Xander Cage"          | 4:05  |
| 2.     | "Xander Cage...Live and in Concert"       | 1:55  |
| 3.     | "I Live for This $#!%"                    | 4:15  |
| 4.     | "Windfall"                                | 2:22  |
| 5.     | "Carte Blanche"                           | 3:00  |
| 6.     | "Launched"                                | 4:08  |
| 7.     | "The Last Greatest Adventure"             | 5:38  |
| 8.     | "Pandora's Box"                           | 2:58  |
| 9.     | "Rock, Paper, Scissors, Grenade Launcher" | 2:18  |
| 10.    | "A New Ride"                              | 2:42  |
| 11.    | "Tattoos and Triangulation"               | 3:35  |
| 12.    | "Evolution"                               | 5:42  |
| 13.    | "Wave Riders"                             | 3:45  |
| 14.    | "Twenty Two and a Half"                   | 3:05  |
| 15.    | "Battle of the X's"                       | 5:33  |
| 16.    | "Not So Special Forces"                   | 2:42  |
| 17.    | "Read Between the Lines"                  | 3:50  |
| 18.    | "Besting the Best of the Best"            | 2:28  |
| 19.    | "XXX Incorporated"                        | 2:40  |
| 20.    | "Xero Gravity"                            | 2:38  |
| 21.    | "Brotherhood"                             | 1:35  |

Totallängd: 70:56

### Musik från soundtracketXXX: Return of Xander Cage
| Nummer | Titel                    | Artist/Grupp                                                                 | Längd |
| ------ | ------------------------ | ---------------------------------------------------------------------------- | ----- |
| 1.     | "In My Foreign"          | The Americanos feat. Ty Dolla Sign, Lil Yachty, Nicky Jam och French Montana | 3:38  |
| 2.     | "All the Way Up" (Remix) | Fat Joe, Remy Ma och David Guetta                                            | 3:31  |
| 3.     | "Divebomb"               | Madsonik och KILL THE NOICE feat. Tom Morello                                | 3:33  |
| 4.     | "Anthem"                 | Alesso                                                                       | 5:17  |
| 5.     | "Gunshy"                 | ImanoS feat. Pusha T och Karen Harding                                       | 3:54  |
| 6.     | "Mercy"                  | Bishop Briggs                                                                | 2:48  |
| 7.     | "Burning Man"            | Watt feat. Post Malone                                                       | 3:17  |
| 8.     | "Blood in the Cut"       | K.Flay                                                                       | 3:08  |
| 9.     | "Juice"                  | Kris Wu                                                                      | 3:10  |
| 10.    | "Take It to the Top"     | Madsonik                                                                     | 3:53  |
| 11.    | "Thank God"              | Ice Cube                                                                     | 5:16  |